# Pingit Lor
Pingit Lor is een bestuurslaag in het regentschap Banjarnegara van de provincie Midden-Java, Indonesië. Pingit Lor telt 1899 inwoners (volkstelling 2010).